# The Open Championship
The Open Championship, často uváděn také pod názvem The Open nebo British Open, je nejstarší ze čtyř major turnajů profesionálního golfu.
Koná se ve Spojeném království Velké Británie a Severního Irska, je spravován společností R&A a jde o jediný major konaný mimo území Spojených států amerických. The Open Championship je v současnosti třetím major turnajem roku, hraným mezi U.S. Open a PGA Championship, a probíhá v polovině července.
Aktuálním vítězem 149. ročníku (2021) je Collin Morikawa, který vyhrál na hřišti Royal St George’s Golf Club v Sandwichi v Anglii se skóre 265.

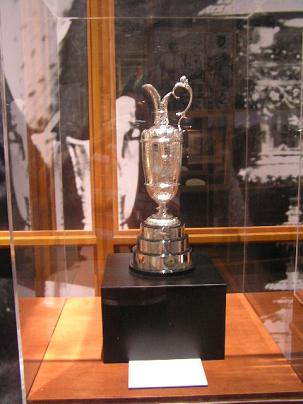
Klaretový džbán - pohár pro vítěze The Open

## Historie
The Open se hrál poprvé 17. října 1860 v Prestwick Golf Club ve Skotsku. Zahajovací turnaj byl vyhrazen pouze profesionálům and přilákal pole osmi golfistů hrajících tři kola v jednom dnu na dvanáctijamkovém hřišti v Prestwicku. Willie Park starší zvítězil se skóre 174 a porazil Old Toma Morrise o dva údery. Následující rok byl turnaj otevřen amatérům; osm z nich se na hřišti přidalo k deseti profesionálům.

## Formát
The Open je turnajem hraným na rány na 72 jamkách ve čtyřech dnech, od čtvrtka do neděle. Od roku 1979 se hraje v týdnu obsahující 3. pátek v červenci. V současnosti se turnaje účastní 156 hráčů, které tvoří převážně nejlepší světoví profesionálové společně s vítězi nejvyšších amatérských mistrovství. Další místa obsadí amatéři a profesionálové, kteří jsou úspěšní v rámci několika kvalifikací. Po 36 jamkách přichází "cut", po kterém zůstává v turnaji pro finálových 36 jamek, hraných o víkendu, pouze 70 nejlepších hráčů (včetně těch na děleném 70. místě). Při vyrovnaném skóre po 72 jamkách turnaje se hraje playoff na celkem čtyřech jamkách; pokud dva a více hráčů mají i poté stejné skóre, pokračuje se formou náhlé smrti dokud není znám vítěz.

## Hostitelská hřiště
Společným prvkem všech míst konání jsou linksová hřiště. The Open se pokaždé hraje ve Skotsku, severní Anglii, a jižní Anglii, společně s jedním hřištěm v Serverním Irsku, které bude znovu pořádat soutěž v roce 2019.
V současnosti se pro turnaj střídá deset hřišť, pět ve Skotsku, čtyři v Anglii a jedno v Severním Irsku. V poslední letech hřiště Old Course hostilo The Open každých pět let. Zbývající hřiště hostilo The Open přibližně každých 10 let, avšak přestávky mezi hostitelmi turnajů The Open se mohou prodloužit nebo zkrátit proti této době. V roce 2014 společnost R&A oznámila, že Royal Portrush se vrací do seznamu aktivních rotujících hřišť a v říjnu 2015 byl Portrush potvrzen coby místo konání The Open v roce 2019. Posledním vyřazeným hřištěm ze seznamu byl Muirfield v květnu 2016.
Od roku 1894 (kdy se poprvé hrálo v Anglii) až do roku 2016, se hrálo 62krát ve Skotsku, 49krát v Anglii a jednou v Severním Irsku. Poprvé v letech 2011 a 2012 hostila Anglie dva turnaje The Open v řadě za sebou.

### Budoucí ročníky The Open
| Rok  | Ročník | Hřiště                      | Město      | Hrabství | Země          | Datum              | Naposledy hostilo |
| ---- | ------ | --------------------------- | ---------- | -------- | ------------- | ------------------ | ----------------- |
| 2018 | 147.   | Carnoustie Golf Links       | Carnoustie | Angus    | Skotsko       | 19. – 22. července | 2007              |
| 2019 | 148.   | Royal Portrush Golf Club    | Portrush   | Antrim   | Severní Irsko | 18. – 21. července | 1951              |
| 2020 | 149.   | Royal St George's Golf Club | Sandwich   | Kent     | Anglie        | 16. – 19. července | 2011              |
| 2021 | 150.   | Old Course v St Andrews     | St Andrews | Fife     | Scotland      | 15. – 18. července | 2015              |

## Rekordy
- Nejstarší vítěz: Old Tom Morris (46 let, 102 dní), 1867.
- Nejmladší vítěz: Young Tom Morris (17 let, 156 dní), 1868.
- Nejvíce vítězství: 6, Harry Vardon (1896, 1898, 1899, 1903, 1911, 1914).
- Nejvíce vítězství v řadě za sebou: 4, Young Tom Morris (1868, 1869, 1870, 1872 – v roce 1871 se turnaj nekonal).
- Nejnižší skóre po 36 jamkách: 130, Nick Faldo (66-64), 1992; Brandt Snedeker (66-64), 2012.
- Nejnižší skóre po 54 jamkách: 198, Tom Lehman (67-67-64), 1996.
- Nejnižší konečné skóre (72 jamek): 264, Henrik Stenson (68-65-68-63, 264), 2016.
- Nejnižší konečné skóre (72 jamek) podle paru: −20, Henrik Stenson (68-65-68-63, 264), 2016.
- Nejvyšší náskok vítěze: 13 ran, Old Tom Morris, 1862. Tento rekord platil pro všechny major turnaje do roku 2000, dokud Woods nevyhrál the U.S. Open o 15 ran v Pebble Beach. Náskok 13 ran dosáhl Old Tom pouze za 36 jamek.
- Nejnižší skóre kola: 62 Branden Grace, 3. kolo, 2017; je rekordem všech major turnajů.
- Nejnižší skóre podle paru: −9, Paul Broadhurst, 3. kolo, 1990; Rory McIlroy, 1. kolo, 2010.
- Vítězové, kteří vedli po celý turnaj (po 72 jamkách bez vyrovnaného skóre po kolech): Ted Ray v 1912, Bobby Jones v 1927, Gene Sarazen v 1932, Henry Cotton v 1934, Tom Weiskopf v 1973, Tiger Woods v 2005, a Rory McIlroy v 2014.
- Nejvíce druhých míst: 7, Jack Nicklaus (1964, 1967, 1968, 1972, 1976, 1977, 1979)